# Porto Venere
Porto Venere (latin: Portus Veneris, liguriska: Portovenere) är en stad och kommun i regionen Ligurien i Italien. Kommunen hade 3 510 invånare (2018).. Porto Venere är tillsammans med öarna Tino, Palmaria och Tinetto, och med Cinque Terre, en nationalpark som är med på Unescos världsarvslista. Sedan 1200-talet håller man varje augusti en procession för Madonna Bianca.